# 롱플레이뮤직의 음반
이 문서는 롱플레이뮤직에서 발매한 음반 목록이다.

## 2010년대
- 2010년 3월 25일 브라운 아이드 소울 - [Digital Single] 비켜줄께/Blowin My Mind[1]
- 2010년 5월 11일 브라운 아이드 소울 - [Digital Single] Love Ballad/Never Forget[2]
- 2010년 5월 26일 정엽 - 나쁜남자 OST Part.1
- 2010년 7월 6일 브라운 아이드 소울 - [Digital Single] Can`t Stop Lovin`You[3]
- 2010년 9월 6일 영준 - [Digital Single] 왜[4]
- 2010년 9월 8일 브라운 아이드 소울 - [Digital Single] 그대[5]
- 2010년 10월 1일 영준 - Ames Room[6]
- 2010년 10월 5일 정엽 - [Digital Single] Love You/Without You
- 2010년 10월 25일 에코브릿지 - Fall-Ache
- 2010년 11월 12일 성훈 - [Digital Single] Rain U[7]
- 2010년 11월 25일 브라운 아이드 소울 - Brown Eyed Soul
- 2010년 12월 14일 브라운 아이드 소울 - 내려놔요 (아테나-전쟁의 여신 OST)[8]
- 2011년 1월 12일 성훈 - [Digital Single] 라리라[9]
- 2011년 3월 22일 정엽 - 49일 OST Part.3
- 2011년 4월 25일 영준 - 이제 (주먹이운다 OST)
- 2011년 4월 26일 다니엘 리 - 첼로 앨범
- 2011년 5월 4일 정엽 - 49일 OST Special
- 2011년 5월 20일 에코브릿지 - [Digital Single] Urban Forest by Eco Bridge
- 2011년 6월 7일 아이 투 아이 - Eye To Eye
- 2011년 8월 30일 영준 - [Digital Single] Sizzle Season 1 Sunny Side Up
- 2011년 9월 7일 성훈 - [Digital Single] Fail In Love[10]
- 2011년 9월 22일 성훈 - Lyrics Within My Story
- 2011년 9월 22일 정엽 - [Digital Single] 이별의 여름 (영화`코쿠리코 언덕에서`한국어 주제가)
- 2011년 10월 11일 정엽 - Part 1:Me
- 2011년 11월 29일 아이 투 아이 - [Digital Single] 떨림
- 2011년 12월 8일 수상한 커튼 - [Digital Single] 겨울의 끝
- 2011년 12월 15일 브라운 아이드 소울 - SOUL FEVER (Brown Eyed Soul Live Album)
- 2011년 12월 26일 영준 - [Digital Single] 꽃보다 그대가
- 2012년 1월 16일 아이 투 아이 - Reborn 산울림 Track 11
- 2012년 1월 20일 영준 - Easy
- 2012년 2월 13일 에코브릿지 - [Digital Single] 난 걷는다
- 2012년 2월 17일 정엽 - The Romantic OST Part.2
- 2012년 3월 14일 정엽 - [Digital Single] Beautiful Lady
- 2012년 6월 19일 최용원 - Before 2012:Part.1 Choi Yong Won Works
- 2012년 7월 24일 성훈 - [Digital Single] Ma Boo
- 2012년 9월 12일 성훈 - [Digital Single] 아무리
- 2012년 9월 20일 나얼 - Principle Of My Soul
- 2012년 9월 24일 성훈 - 신의 OST Part.5[11]
- 2012년 10월 8일 영준 - 신의 OST Part.6
- 2012년 10월 25일 정엽 - [Digital Single] 꿈이었을까[12]
- 2012년 12월 12일 정엽 - Part 2:우리는 없다
- 2013년 4월 4일 수상한 커튼 - 아름다운 날
- 2013년 5월 23일 김거지 - [Digital Single] 구두쇠
- 2013년 5월 23일 성훈 - 남자가 사랑할 때 OST Part.6
- 2013년 5월 29일 에코브릿지 - Spring Goes By
- 2013년 6월 17일 정엽 - 너의 목소리가 들려 OST Part.2
- 2013년 7월 8일 정엽 - [Digital Single] 향,사랑을 부르다
- 2013년 9월 30일 영준 - [Digital Single] CLEF Project 2/4
- 2013년 10월 8일 에코브릿지 - [Digital Single] 부산에 가면
- 2013년 10월 31일 브라운 아이드 소울 - [Digital Single] Always be There
- 2013년 12월 19일 브라운 아이드 소울 - Thank Your Soul
- 2014년 2월 14일 브라운 아이드 소울 - Thank Your Soul - SIDE A
- 2014년 5월 20일 박민혜 - You & Me
- 2014년 5월 27일 제프 버넷 - [Digital Single] Come On Over[13]
- 2014년 7월 17일 제프 버넷 - 운명처럼 널 사랑해 OST Part.2
- 2014년 8월 8일 버즈 - [Digital Single] 8년만의 여름[14]
- 2014년 8월 14일 정엽 - [Digital Single] 거울속의 너[15]
- 2014년 8월 22일 제프 버넷 - [Digital Single] Sleeptalk[16]
- 2014년 9월 5일 제프 버넷 - Sleeptalk[17]
- 2014년 9월 22일 버즈 - [Digital Single] Train[18]
- 2014년 9월 30일 영준 - 마이 시크릿 호텔 OST Part.4
- 2014년 10월 27일 김거지 - [Digital Single] 달동네
- 2014년 11월 5일 제프 버넷 - [Digital Single] Make It Official[19]
- 2014년 11월 26일 버즈 - Memorize
- 2015년 1월 9일 정엽 - 스파이 OST Code No.1
- 2015년 1월 23일 버즈 - 스파이 OST Code No.3
- 2015년 1월 26일 수상한 커튼 - 수상한커튼의일년#01 Of 2015:그녀에게[20]
- 2015년 2월 5일 나얼 - 브라운 아이드 소울 싱글 프로젝트 1st. 같은 시간 속의 너 By 나얼
- 2015년 2월 26일 수상한 커튼 - 수상한커튼의일년#02 Of 2015:너를 사랑해[21]
- 2015년 3월 27일 영준 - 브라운 아이드 소울 싱글 프로젝트 2nd. 니 생각뿐 By 영준
- 2015년 3월 30일 수상한 커튼 - 수상한커튼의일#03 Of 2015:좋은 계절[22]
- 2015년 4월 17일 성훈 - 브라운 아이드 소울 싱글 프로잭트 3rd. 널 사랑해 By 성훈
- 2015년 4월 29일 버즈 - [Digital Single] 남자라면
- 2015년 4월 30일 수상한 커튼 - 수상한커튼의일#04 Of 2015:잘 지내나요[23]
- 2015년 5월 7일 정엽 - 브라운 아이드 소울 싱글 프로젝트 4th. Come With Me Girl By 정엽
- 2015년 5월 15일 정엽 - Merry Go Round
- 2015년 5월 29일 수상한 커튼 - 수상한커튼의일년#05 Of 2015:Only You[24]
- 2015년 6월 23일 정엽 - 드라마 상류사회 OST Part.2
- 2015년 6월 29일 수상한 커튼 - 수상한커튼의일년#06 Of 2015:항상 당신 곁에[25]
- 2015년 7월 29일 수상한 커튼 - 수상한커튼의일년#07 Of 2015:연애시대[26]
- 2015년 8월 31일 수상한 커튼 - 수상한커튼의일년#08 Of 2015:늦 여름밤[27]
- 2015년 9월 30일 수상한 커튼 - 수상한커튼의일년#09 Of 2015:이방인[28]
- 2015년 10월 20일 버즈 - [Digital Single] Forever Love
- 2015년 10월 27일 나얼 - [Digital Single] I Surrender All (I Am Melody 3) (아이 엠 멜로디 3)
- 2015년 10월 28일 수상한 커튼 - 수상한커튼의일년#10 Of 2015:보름달[29]
- 2015년 11월 22일 버즈 - 사랑은 가슴이 시킨다 Part.3
- 2015년 11월 27일 수상한 커튼 - 수상한커튼의일년#11 Of 2015:메리크리스마스[30]
- 2015년 12월 5일 제프 버넷 - [Digital Single] Christmas With Jeff Bernat
- 2015년 12월 8일 브라운 아이드 소울 - SOUL COOKE
- 2016년 1월 27일 수상한 커튼 - 수상한 커튼의 일년
- 2016년 4월 20일 정엽 - [Digital Single] 투유 프로젝트 - 슈가맨 Part.27[31]
- 2016년 5월 11일 케이지(Kei.G) - Level 1. 지금여기 발매
- 2016년 5월 19일 케이지(Kei.G) - Lv 2. Shine 발매
- 2016년 5월 26일 케이지(Kei.G) - Lv 3. 널봐 발매
- 2016년 7월 4일 정엽 - 닥터스 OST Part.3
- 2016년 7월 7일 영준 - [Digital Single] 시작의 여름
- 2016년 9월 22일 정진우 - In My Room
- 2016년 10월 22일 민경훈 - 더케이투 OST Part.4
- 2016년 10월 30일 버즈 - [Digital Single] 넌 살아있다
- 2016년 11월 3일 영준 - [Digital Single] 달밤
- 2016년 11월 14일 정엽 - 마음의 소리 OST Part.3
- 2016년 11월 20일 민경훈 - [Digital Single] 나비잠[32]
- 2016년 11월 25일 정엽 - 푸른 바다의 전설 OST Part.3
- 2016년 12월 9일 빌런 - [Digital Single] 비가 내리는 밤에
- 2017년 1월 22일 제프 버넷 - [Digital Single] Pray[33]
- 2017년 4월 4일 영준 - [Digital Single] 봄비
- 2017년 6월 17일 정진우 - [Digital Single] Reminiscene
- 2017년 7월 28일 버즈 - Be One
- 2017년 8월 9일 성훈 - [Digital Single] Re-Luv
- 2017년 8월 20일 민경훈 - 명불허전 OST Part.1
- 2017년 8월 25일 케이지(Kei.G) - Lv 4. PLANETARIUM
- 2017년 11월 29일 나얼 - [Digital Single] 기억의 빈자리[34]
- 2017년 12월 14일 성훈 - 로봇이 아니야 OST Part.1
- 2017년 12월 20일 케이지(Kei.G) - Lv 5. Winter Time
- 2017년 12월 22일 나얼 - [Digital Single] Gloria[35]
- 2018년 1월 3일 PLT - PLANETARIUM CASE #1
- 2018년 1월 20일 민경훈 - 돈꽃 OST Part.5
- 2018년 2월 7일 PLT - PLANETARIUM CASE #2
- 2018년 2월 8일 나얼 - [Digital Single] Baby Funk[36]
- 2018년 2월 17일 민경훈 - [Digital Single] 후유증[37]
- 2018년 3월 26일 정진우 - 그남자 OST Part.4
- 2018년 3월 28일 나얼 - Sound Doctrine
- 2018년 4월 2일 정엽 - 그남자 오수 OST Part.5
- 2018년 4월 10일 영준 - 4.10 MHz
- 2018년 4월 16일 정엽,영준 - [Digital Single] 투유 프로젝트 - 슈가맨2 Part.13[38]
- 2018년 4월 18일 준 - [Digital Single] Sérénade
- 2018년 5월 2일 정엽 - [Digital Single] 없구나
- 2018년 5월 3일 가호 - [Digital Single] 있어줘
- 2018년 5월 12일 PLT - [Digital Single] Hocus Pocus
- 2018년 6월 18일 케이지(Kei.G) - Lv 6. Vanilla
- 2018년 7월 9일 모티 - [Digital Single] Blue Wave
- 2018년 8월 1일 빌런 - Bank Robber
- 2018년 8월 2일 가호 - 시간 OST Part.1
- 2018년 8월 22일 PLT - [Digital Single] Day:Off
- 2018년 9월 17일 PLT - [Digital Single] IGOHOLIC
- 2018년 10월 3일 가호 - 내 뒤에 테리우스 OST Part.1
- 2018년 10월 31일 준 - [Digital Single] Have A Nice Trip!
- 2018년 11월 15일 정진우 - ROTATE
- 2018년 12월 4일 수상한 커튼 - [Digital Single] 눈 오는 밤
- 2018년 12월 6일 가호 - 황후의 품격 OST Part.2
- 2018년 12월 11일 가호 - Preparation For a Journey (떠날 준비)
- 2018년 12월 12일 에코브릿지 - [Digital Single] 친구와 우정을 지키는 방법 - 봄여름가을겨울 트리뷰트 Vol.5[39]
- 2018년 12월 14일 버즈 - 15
- 2019년 3월 23일 민경훈 - 킬잇 OST Part.1
- 2019년 5월 31일 영준 - 녹두꽃 OST Part.4[40]
- 2019년 6월 3일 준 - Today's
- 2019년 8월 6일 민경훈 - 웰컴2라이프 OST Part.1
- 2019년 9월 9일 브라운 아이드 소울 - [Digital Single] Right
- 2019년 9월 28일 가호 - [Digital Single] Pink Walk
- 2019년 10월 31일 린지 - [Digital Single] 괜찮아
- 2019년 12월 4일 정진우 - [Digital Single] Ignorance
- 2019년 12월 8일 정진우 - 초콜릿 OST Part.3
- 2019년 12월 20일 버즈 - [Digital Single] 크리스마스의 밤 (하얀 눈꽃)

## 2020년대
- 2020년 2월 1일 가호 - 이태원 클라쓰 OST Part.2
- 2020년 3월 27일 가호 - [Digital Single] A Song For You
- 2020년 4월 11일 민경훈 - 루갈 OST Part.3
- 2020년 5월 28일 정진우 - 쌍갑포차 OST Part.1
- 2020년 7월 28일 준 - Ending
- 2020년 10월 30일 가호 - 스타트업 OST Part.5
- 2020년 11월 2일 정진우 - My Original Sound Track
- 2020년 11월 28일 준 - [Digital Single] 10cm
- 2020년 12월 16일 영준 - [Digital Single] Darling with KozyPop[41]
- 2020년 12월 20일 민경훈 - [Digital Single] 한량[42]
- 2020년 12월 21일 나얼 - [Digital Single] 서로를 위한 것
- 2021년 1월 16일 정엽 - [Digital Single] [Vol.80] 유희열의 스케치북 : 쉰한 번째 목소리 '유스케 X 정엽'
- 2021년 2월 3일 가호 - [Digital Single] Home
- 2021년 2월 28일 라포엠 - SCENE#1
- 2021년 3월 10일 버즈 - 잃어버린 시간
- 2021년 3월 21일 라포엠 - 빈센조 OST Part.4
- 2021년 4월 4일 모티 - WIN SOME LOSE SOME
- 2021년 4월 13일 버즈 - [Digital Single] 소년에게
- 2021년 4월 30일 영준 - [Digital Single] EDEN_STARDUST2 vol.11[43]
- 2021년 5월 24일 영준 - [Digital Single] Rush Hour
- 2021년 6월 14일 정엽 - [Digital Single] Drive
- 2021년 6월 23일 라포엠 - [Digital Single] Trilogy I.Dolore
- 2021년 7월 15일 가호 - [Digital Single] Cyworld BGM 2021
- 2021년 8월 12일 가호 - [Digital Single] Ride
- 2021년 9월 15일 라포엠 - [Digital Single] Trilogy Ⅱ. Speranza
- 2021년 10월 1일 정엽 - 원더우먼 OST Part.2
- 2021년 10월 7일 가호 - 한양다이어리 OST Part.1[44]
- 2021년 10월 22일 정엽 - [Digital Single] Look at the Sky (Single Edition 3)
- 2021년 10월 30일 가호 - 지리산 OST Part.2
- 2021년 11월 23일 가호 - Fireworks
- 2021년 12월 6일 정엽 - [Digital Single] Tonight (Single Edition 4)
- 2021년 12월 7일 라포엠 - Eclipse (Trilogy Ⅲ. Vincere)
- 2022년 1월 20일 김예준 - [Digital Single] Intercourse
- 2022년 3월 24일 시네마 - [Digital Single] MOBYDICK
- 2022년 4월 18일 임윤성 - 우월한 하루 OST Part.2
- 2022년 5월 31일 기탁 - [Digital Single] 시소
- 2022년 6월 22일 성훈 - CRONICLE
- 2022년 6월 23일 임윤성 - 인사이더 OST Part.1
- 2022년 6월 25일 가호 - [Digital Single] Lost Way (웹툰 '굿닥터' X 가호 (Gaho))
- 2022년 6월 29일 영준 - [Digital Single] 혼잣말이 많아졌어[45]
- 2022년 7월 6일 유채훈 - Podium
- 2022년 7월 11일 정진우 - [Digital Single] No Way[46]
- 2022년 7월 17일 기탁,임윤성 - [Digital Single] 비긴어게인 오픈마이크 EPISODE. 35
- 2022년 7월 23일 유채훈 - [Digital Single] Il Mondo
- 2022년 8월 4일 가호 - [Digital Single] Beautiful Night
- 2022년 8월 8일 기탁 - [Digital Single] Summer
- 2022년 8월 16일 김슬옹 - [Digital Single] Better Know
- 2022년 8월 20일 호피폴라 - [Digital Single] 히든싱어7 - Episode.1
- 2022년 8월 27일 라포엠 - [Digital Single] 히든싱어7 - Episode.2
- 2022년 8월 31일 시네마 - [Digital Single] 가장 따뜻한 위로
- 2022년 9월 6일 임윤성 - [Digital Single] Midnight Driver
- 2022년 9월 10일 라포엠 - [Digital Single] 히든싱어7 - Episode.4
- 2022년 9월 24일 민경훈 - 금수저 OST Part.1
- 2022년 9월 24일 정엽 - [Digital Single] 비긴어게인 오픈마이크 EPISODE. 36
- 2022년 9월 26일 김슬옹 - [Digital Single] Tornado
- 2022년 9월 26일 라포엠 - [Digital Single] The War
- 2022년 9월 27일 준 - 법대로 사랑하라 OST Part.5
- 2022년 10월 10일 준 - Luv Sign
- 2022년 10월 11일 민경훈 - 멘탈코치 제갈길 OST Part.4
- 2022년 11월 12일 가호 - [Digital Single] Only You
- 2022년 11월 26일 더 픽스 - [Digital Single] Rush
- 2023년 1월 12일 나얼 - [Digital Single] Soul Pop City
- 2023년 2월 2일 유채훈 - 남이 될 수 있을까 OST Part.3
- 2023년 2월 27일 나얼 - [Digital Single] 나얼 <Ballad Pop City>
- 2023년 3월 20일 가호 - Diamond
- 2023년 6월 8일 유채훈 - Impasto
- 2023년 6월 18일 가호 - 킹더랜드 OST Part.1
- 2023년 6월 24일 정엽 - [Digital Single] [THE 시즌즈 Vol. 4] <최정훈의 밤의 공원> ReːWake x 정엽
- 2023년 8월 14일 나얼 - [Digital Single] 나얼
- 2023년 10월 10일 더 픽스 - [Digital Single] Sing out loud to survive
- 2023년 10월 19일 나얼 - [Digital Single] 잠시라도 우리[47]
- 2023년 10월 19일 영준 - [Digital Single] 가을을 빌려[48]
- 2023년 10월 24일 가호 - [Digital Single] 너란 빛 (팬텀스쿨 X 가호(Gaho))
- 2023년 11월 14일 영준 - [Digital Single] 너에게로
- 2023년 12월 20일 영준 - [Digital Single] I'll Be Waiting (영준, FIL (필) X soundtrack#2)[49]
- 2024년 1월 1일 영준 - [Digital Single] 말할지도 몰라
- 2024년 2월 28일 영준 - [Digital Single] 쉴 곳
- 2024년 4월 12일 정엽 - 원더풀 월드 OST Part.5
- 2024년 4월 25일 영준 - [Digital Single] 그때 그 맘
- 2024년 5월 25일 정엽 - [Digital Single] 아주 먼 곳에서, 가장 가깝게 (청춘 18X2 너에게로 이어지는 길 with 정엽)
- 2024년 6월 4일 나얼 - [Digital Single] Soul Pop City
- 2024년 7월 31일 영준 - [Digital Single] Oh My Darling
- 2024년 8월 5일 유채훈 - Sfumato
- 2024년 8월 5일 정진우 - [Digital Single] Higgs
- 2024년 9월 7일 린지 - DNA러버 OST Part.4
- 2024년 11월 5일 더 픽스 - [Digital Single] TiCKi-TA
- 2025년 5월 25일 가호 - 불꽃야구 OST Part.2